# ایستگاه اکسپو پارک/یواس‌سی
ایستگاه اکسپو پارک/یواس‌سی (انگلیسی: Expo Park/USC station) یکی از ایستگاه‌های خط ئی، متروی لس آنجلس است.
این ایستگاه که در سال ۱۸۷۵ تأسیس و در سال ۲۰۱۲ بازسازی شده است در میانه بلوار اکسپوسیشن، نزدیک ورودی‌های پارک اکسپوسیشن و دانشگاه کالیفرنیای جنوبی (USC) واقع شده و نام این ایستگاه از نام همین دانشگاه گرفته شده است.

## نگارخانه

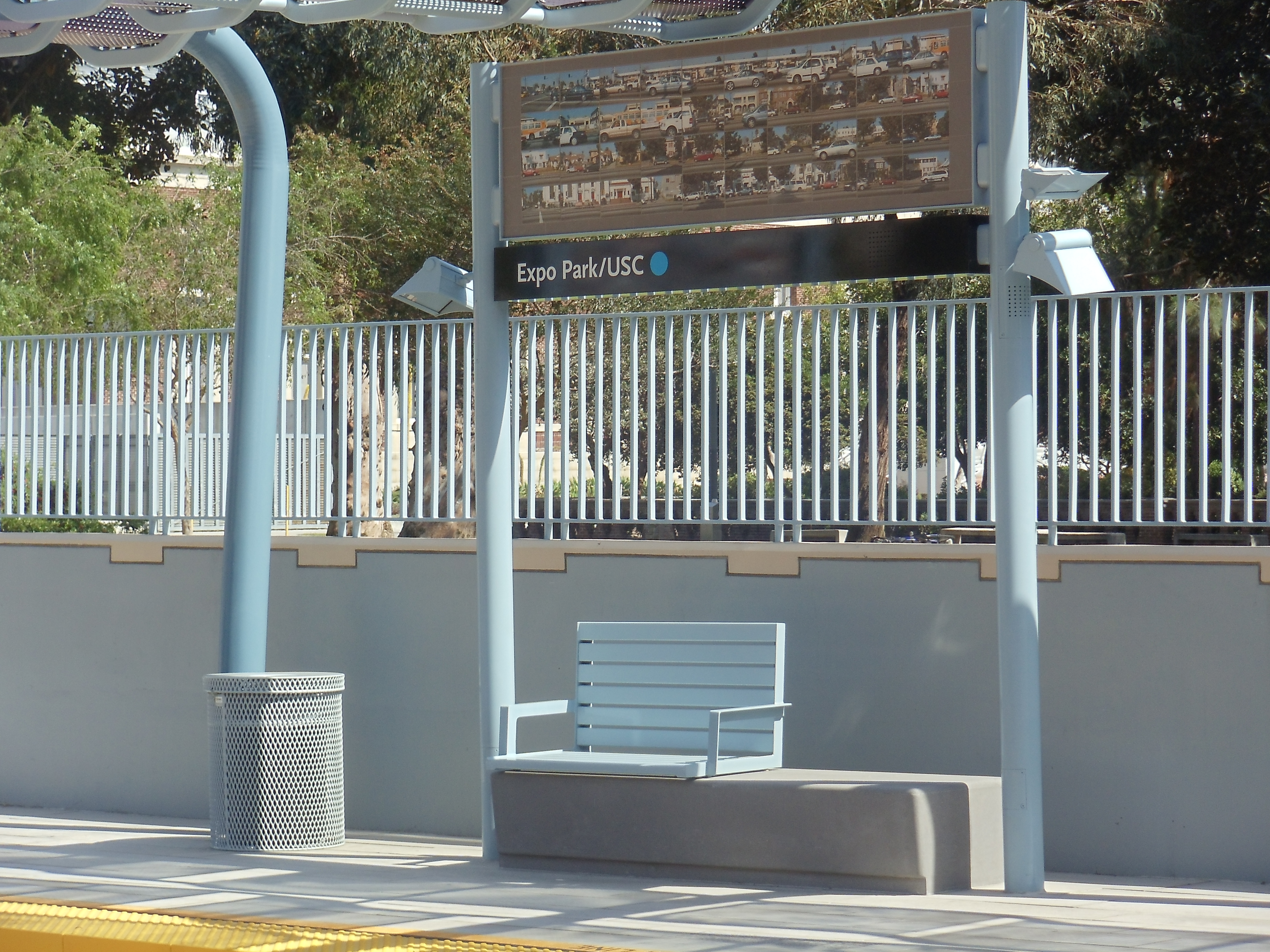
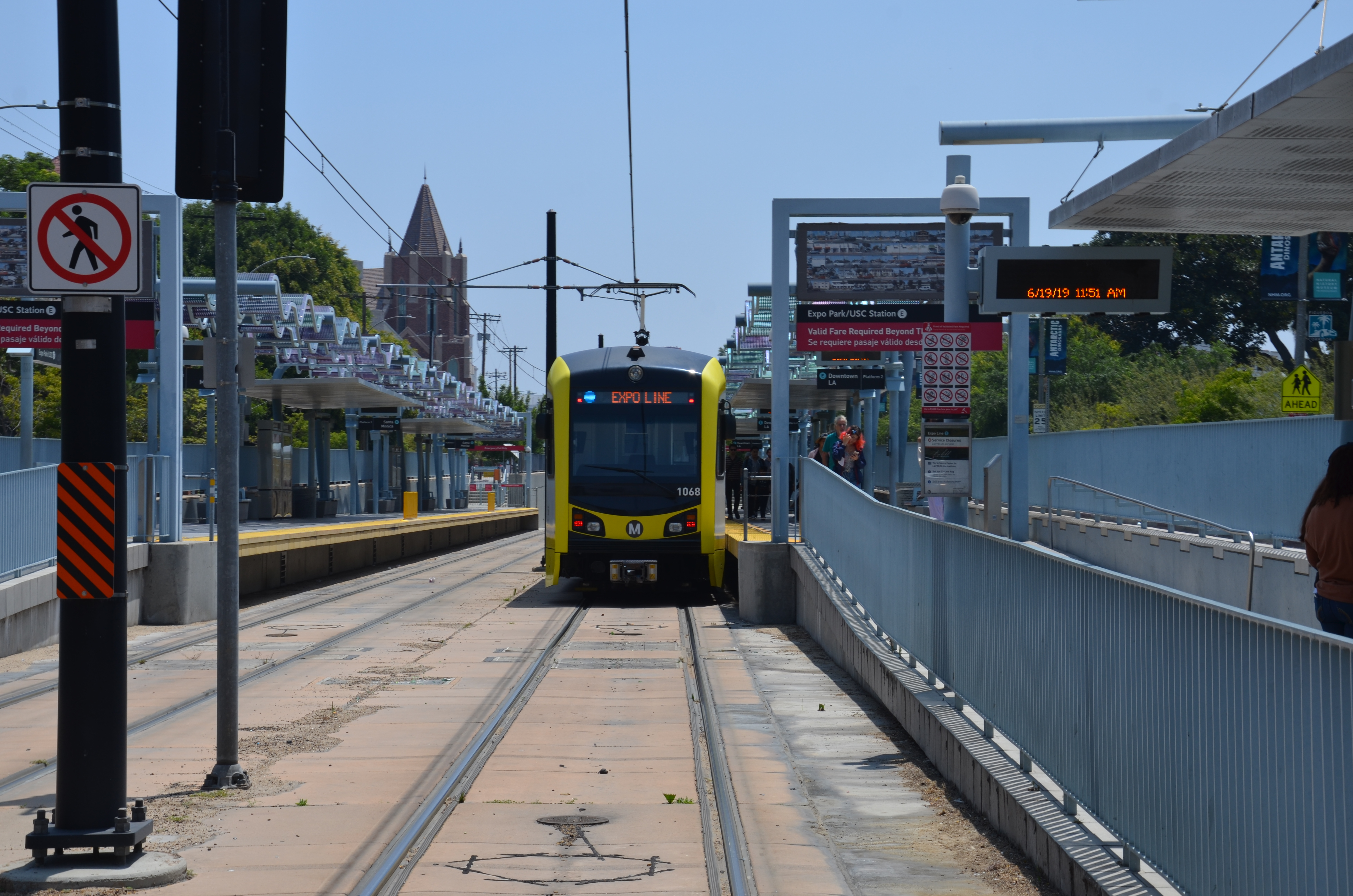
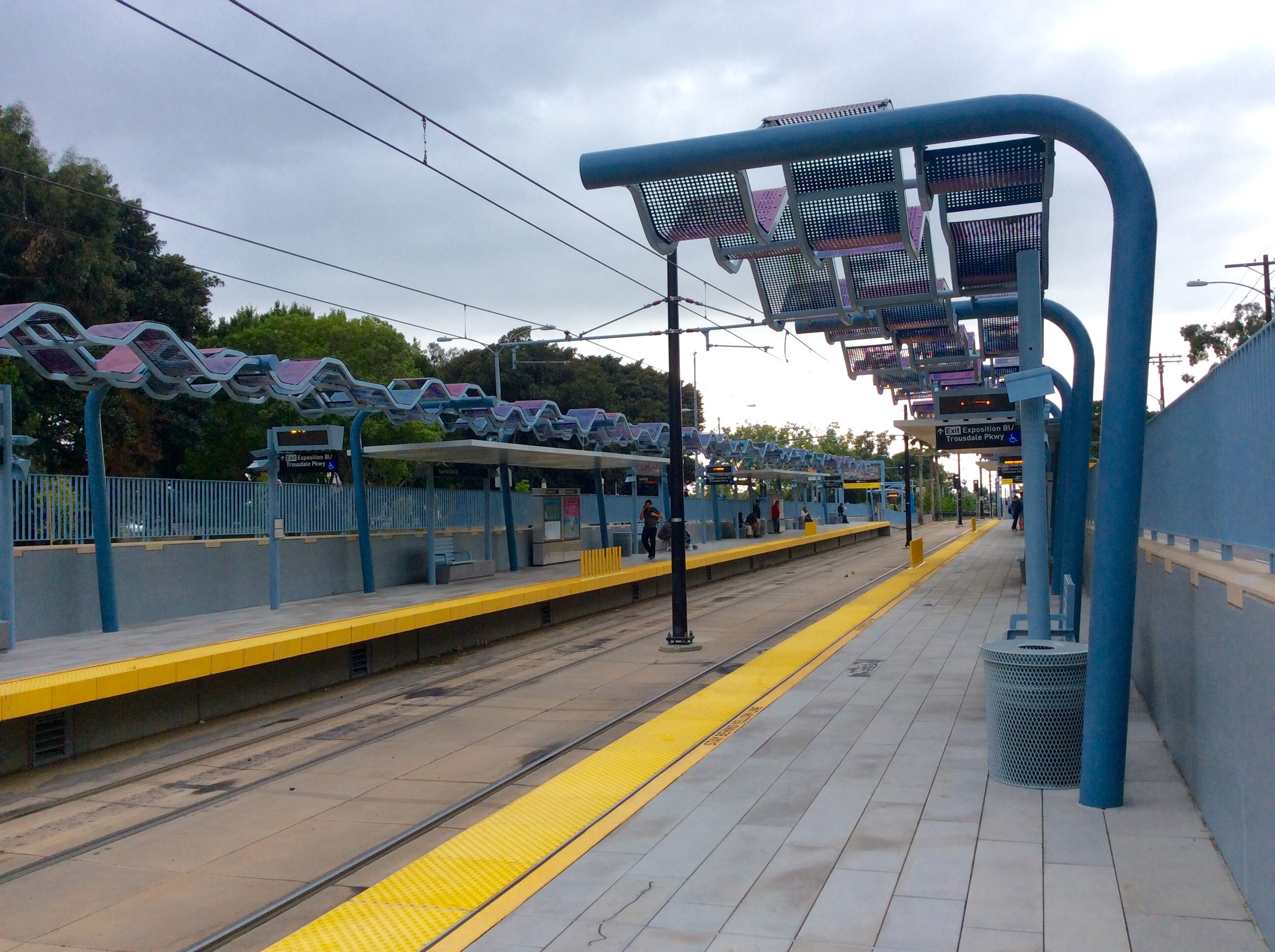